# Вулиця Глушець
Вулиця Глуше́ць — вулиця в місті Луцьку, розташована на місці колишньої однойменної річки. Сполучає вулиці Дубнівську та Ковельську, утворюючи перехрестя з вулицями Замковою та Сенаторки Левчанівської. 
Прилучаються вулиці: Об'їзна, Архітектора Метелецького, Костопільська, Кременецька, Острозька, Паркова, Градний Узвіз, Кривий Вал та проїзд Тещин Язик.

## Історія
Сучасна магістраль простягається тим місцем, де колись протікала стародавня річка Глушець — русло Стиру. Невеличкий місток з'єднував власне місто з передмістям ще з XIV—XV століть. Ширина водойми сягала 17 метрів, глибина — до півтора. У посушливі роки річка нерідко висихала, тому часто перетворювалась у звичайне поле. Сама ж вулиця виникає у XIX столітті під назвою Глушецька, проте вже в 1921 року дістає нову — Інженерна. Наприкінці 1920-х років гирло Глушця було засипане внаслідок планування магістралі, яка мала пройти заплавою річки Стир. Після осушення гирла у 1933 році на місці річки влаштовано сквер. Після війни вулицю продовжено по Стировій долині з виходом на Дубнівський напрям.

## Архітектурна і культурна спадщина
Зараз тут практично немає стародавніх будинків, що становлять архітектурну цінність[джерело?]. Однак із боку Стира майже впродовж усієї вулиці Глушець розташоване КП «Центральний парк культури і відпочинку імені Лесі Українки» — міський комунальний парк, традиційне місце відпочинку і дозвілля багатьох лучан і гостей міста.

## Наш час
Наразі вулиця Глушець є однією з найважливіших міських шосейних доріг. Починаючись на роздоріжжі вулиць Лесі Українки, Богдана Хмельницького, Ковельської та Данила Галицького, вона простягається на багато кілометрів і вливається у не менш важливу магістраль Луцька — вулицю Івана Карпенка-Карого.
Також на вулиці розташовано багато фірм, що спеціалізуються на торгівлі та ремонті автомобілів, як от: АвтоКомфорт, Трактородеталь та інші.
У липні 2020 на вулиці Глушець відкрили новий спортивний майданчик, де є можливість грати у баскетбол 3х3, волейбол та бадмінтон.
Високий рівень завантаженості вулиці Глушець викликає постійні затори. Це пов'язано безпосередньо з перекриттям вулиці Лесі Українки, котре було здійснене ще за діяльності радянської влади в Україні[джерело?].